# Antonio Bugallo
Antonio Bugallo (La Plata, ca. 1942-1995), fue un cantante y director argentino, con registro de tenor, orientado principalmente a la música folklórica de América y negro spiritual, que fundó el grupo vocal Opus Cuatro y lo integró hasta 1972 como segundo tenor.

## Trayectoria
Antonio Bugallo, en la década de 1960, integró el Coro Universitario de La Plata, dirigido por Roberto Ruiz, en su condición de estudiante de Veterinaria de la Universidad Nacional de La Plata. A mediados de la década de 1960 formó un cuarteto vocal con Oscar Alza, Augusto Cerruti y su hermano Lino Bugallo, para hacer negro spirituals y poco después ambos hermanos integraron la Cantoría Ars Nova, dirigida por Raúl Carpinetti.
Con esa experiencia convocó a Alberto Hassán a integrar Opus Cuatro, junto a su hermano Lino Bugallo y Federico Galiana, todos miembros del coro universitario. Opus Cuatro debutó el 10 de julio de 1968 y se convertiría en uno de los grupos vocales más importantes de América Latina, se mantuvo activo desde entonces sin interrupciones. Al comenzar 2009, habían realizado 7100 actuaciones en 450 ciudades de todo el mundo, incluyendo 25 giras por Europa y 9 por Estados Unidos.
Antonio Bugallo grabó dos álbumes con Opus Cuatro, antes de dejar el grupo en 1972, fue reemplazado primero por Aníbal Bresco y luego por Rubén Verna, hasta que Marcelo Balsells se integró en 1982, permaneció desde entonces como segundo tenor del grupo. Poco después se retiró también su hermano Lino, ingresó en su lugar el boliviano Hernando Irahola.
Con posterioridad a Opus Cuatro, Bugallo, de profesión veterinario, se dedicó a la enseñanza en la Facultad de Veterinaria de la Universidad Nacional de La Plata y puso un negocio de venta de partituras e instrumentos musicales llamado Amadeus. Integró también el Cuarteto Vocal de Cámara de La Plata junto a su hermano, María Gondell y Silvió Scollo.
Falleció el 17 de marzo de 1995. Al cumplirse el 10 aniversario de su muerte se celebró en su memoria un recital en el Teatro Coliseo Podestá de La Plata, en la que actuó Opus Cuatro como homenaje a su fundador, el Coro Musiké, el primer cuarteto que integró y diversos integrantes de la familia Bugallo.

## Relaciones familiares
Los músicos Lino Bugallo con quien integró Opus Cuatro y Enrique Bugallo, director del el Coro Musiké, son sus hermanos. 

## Discografía

### Álbumes con Opus Cuatro
1. América, 1970
2. Con América en la sangre, 1971

### Para ver y oír
- "Main Idishe Mame" por Antonio Bugallo. Grabación y video realizados y subidos a YouTube por Lino Bugallo.
- "El tordo", por Opus Cuatro (1973). Video realizado y subido a YouTube por Lino Bugallo, con fotos del grupo.
- "Ol' Man River", negro spiritual por Opus Cuatro (1973). Video realizado y subido a YouTube por Lino Bugallo, con fotos del grupo.

- Datos: Q5697922